# Trinity (série télévisée, 1998)
Cet article concerne la série américaine. Pour la série télévisée britannique, voir Trinity (série télévisée, 2009).
Pour les articles homonymes, voir Trinity.
Trinity est une série télévisée américaine en 10 épisodes de 45 minutes, créée par Matthew Carnahan dont 4 épisodes ont été diffusés entre le 16 octobre 1998 et le 6 novembre 1998 sur le réseau NBC.
Cette série a été diffusée dans les années 2008-2009 sur la chaîne Filles TV, ancien June.

## Synopsis
Les McCallister est une famille ouvrière irlandaise et catholique qui vivent à New York. Les cinq frères et sœurs mènent des existences opposées et leur loyauté vis-à-vis de leurs origines est souvent mise à rude épreuve.

## Distribution
- Justin Louis : Bobby McAllister
- Jill Clayburgh : Eileen McAllister
- John Spencer : Simon McAllister
- Tate Donovan : Kevin McAllister
- Sam Trammell : Louis McAllister
- Kim Raver : Clarissa McAllister
- Bonnie Root : Amanda McAllister
- Charlotte Ross : Fiona McAllister
- Alicia Coppola : Détective Patricia Damiana

## Épisodes
1. titre français inconnu (Pilot)
2. titre français inconnu (In a Yellow Wood)
3. titre français inconnu (No Secrets)
4. titre français inconnu (In Loco Parentis)
5. titre français inconnu (Hang Man Down)
6. titre français inconnu (...To Forgive, Divine)
7. titre français inconnu (Having Trouble with the Language)
8. titre français inconnu (Breaking In, Breaking Out, Breaking Up, Breaking Down)
9. titre français inconnu (Patron Saint of Impossible Causes)
10. titre français inconnu (One That Got Away)